# Minaret de Jam
El minaret de Jam i altres restes properes al poble de Jam són un monument de l'Afganistan declarat Patrimoni de la Humanitat per la UNESCO el 2002. Es tracta d'una torre cilíndrica d'uns 65 metres d'alçària, del segle xii, construïda amb rajola elaborada, amb una inscripció blava al capdamunt, amb alta qualitat de construcció i excel·lent decoració. L'escala interior té 180 escalons. Es troba a la riba del riu Tagao Gumbaz (afluent de l'Heri Rud) entre muntanyes, a la província de Ghur, districte de Shahrak.

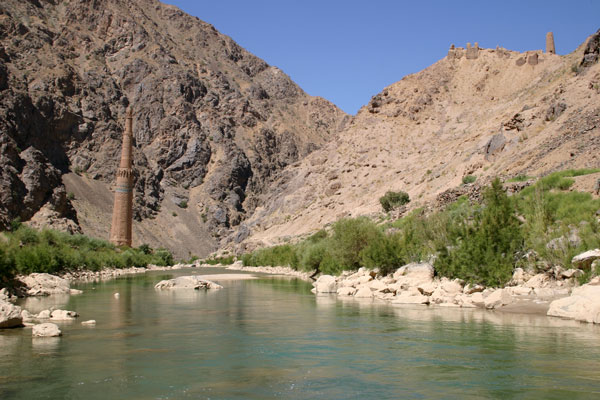
Vista de conjunt

Fou construït pel gúrida Ghiyath al-Din Muhammad ibn Sam, el cinquè soldà, al centre dels seus dominis, i ha estat considerat l'única resta de la capital gúrida, Firuzkuh, fundada el 1145. Fou destruït pels mongols el 1221. Fou redescobert per la comissió russoafganesa de delimitació de fronteres el 1885 i només fou visitat excepcionalment, a causa de les dificultats d'accés al lloc, que és a 1.900 metres sobre el nivell de la mar i proper a muntanyes de 3.500 metres. Maricq i Wiet, que el van estudiar el 1957, són els que en van recollir la major informació. El 2003, s'hi va iniciar un projecte arqueològic. A la vora, hi ha el poblet del mateix nom. Prop del monument, s'han trobat el que podrien ser restes d'una mesquita.
Des del 2012 el minaret està inscrit a la llista del Patrimoni de la Humanitat en perill a causa del mal estat en què es troba a causa de l'erosió, que pot provocar-ne l'esfondrament.